# فراپالایش
عبوذ ذرات از یک ممبران یا غشای بسیار کوچک، که تنها ذرات بسیار ریز (اولترامیکروسکوپیک) را از خود عبور دهد را فراپالایش یا اولترافیلتراسیون (Ultra-filtration) میگویند.
فراپالایش با بهره‌گیری از غشاها/ممبران ها انجام می‌شود و از این نوع غشاء برای جداسازی ماکرومولکول‌هایی با اندازه ۲۰ تا ۱۰۰۰ انگستروم استفاده می‌شود. تمام نمک‌های حل شده و مولکول‌های کوچکتر از این محدوده از غشا عبور می‌کنند. در این روش جداسازی کلوئیدها، پروتئین‌ها، مواد میکروبی بیماری زاو مولکول‌های آلی بزرگ که وزن مولکولی آن بین ۱۰۰۰ تا ۱۰۰۰۰۰ است انجام می‌شود.
به‌طور کلی محلول‌هایی که در پشت غشاها جریان می‌یابند، مواد برگشتی یا «فاز ماندگار»، نامیده می‌شوند. آنچه از آن عبور می‌نماید، تراویده یا «فاز عبوری» به‌شمار می‌آید.

## ممبران اولترافيلتراسيون چیست؟
غشا یا ممبرانی که اندازه منافذ آن معمولا در محدود نانومتر قرار دارد و نقش فیلتر با سوراخ های ریز را ایفا میکند را ممبران اولترافیلتراسیون میگویند. این ممبران معمولاً از موادی مانند پلی‌اتیلن یا پلی‌سولفون ساخته می‌شوند و منافذ بسیار ریزی دارند.
حین عبور آب از غشاهای اولترافیلتراسیون (UF)، ذرات معلق، باکتری‌ها، ویروس‌ها، کلوئیدها، و مواد آلی متوسطه به دلیل بزرگ تر بودن از منافذ این غشاها از آب خام ورودی حذف می گردند. که غشاهای اولترافیلتراسیون با انجام این فرآیند به کیفیت آب تولیدی یا تصفیه شده کمک خواهند کرد.

### ویژگی های ممبران اولترافيلتراسيون
اندازه منافذ: ممبران‌های UF دارای منافذی با اندازه 0.01 تا 0.1 میکرون هستند که می‌توانند ویروس‌ها، باکتری‌ها، مواد کلوئیدی و پروتئین‌ها را حذف کنند.
مکانیزم تصفیه: تصفیه از طریق یک فرآیند فیزیکی انجام می‌شود که در آن آب تحت فشار از طریق یک غشاء نیمه‌تراوا عبور می‌کند.

### معایب استفاده از اولترافیلتراسیون
فشار مورد نیاز: نیاز به فشار نسبتاً بالا برای عبور آب از ممبران.
هزینه‌های اولیه: هزینه‌های اولیه نصب و خرید ممبران‌های UF ممکن است نسبتاً بالا باشد.
حساسیت به مواد شیمیایی: برخی از ممبران‌ها ممکن است به مواد شیمیایی خاص حساس باشند و نیاز به مراقبت ویژه دارند.

## کاربرد
یکی از کاربردهای رایج فراپالایش (UF)، استفاده از آن برای تغلیظ شیر به منظور تولید پنیر می‌باشد. پروتئین تغلیظ شده آب پنیر که با استفاده از فرایند فراپالایش از آب پنیر تولید می‌شوند با درصدهای مختلف پروتئین، دارای خواص کاربردی زیادی می‌باشند. این خواص، استفاده از کنسانتره‌های پروتئینی آب پنیر را در فرمولاسیون فراورده‌های غذایی مقدور می‌سازد. ارزش تغذیه‌ای محصول نیز با استفاده از این روش بهبود می‌یابد، زیرا پروتئین‌های آب پنیر، درون بافت پنیر حفظ می‌شوند.

### دیگر کاربردها
- تصفیه آب شرب
- تصفیه فاضلاب شهری و صنعتی
- حذف اکسیژن و کربن از مایعات
- پیش تصفیه سیستم های RO و NF
- فیلتراسیون آب شهری، رودخانه و دریا
- در سیکل برگشتی فاضلاب و تصفیه آن
- پالایش روغن موجود در سیکل آب برگشتی
- پیش‌تصفیه در صنایع داروسازی، غذایی، و نوشیدنی‌ها
- بازیافت و تصفیه آب تبرید و تصفیه بیشتر اب در صنایع گوناگون
- جداسازی و پالایش پروتئینها، آنزیم ها و کربوهیدرات های شیر
- پالایش و حذف باکتری در صنایع آشامیدنی، آب شیر و آب معدنی
- در سیستم‌های بازیافت آب و استفاده مجدد از پساب‌های صنعتی
- حذف آلودگی‌های میکروبی و مواد معلق از آب‌های سطحی و زیرزمینی
- عمومیت کاربرد سریع در سایر زمینه ها نظیر شیمیایی، برق، مواد غذایی، نفت و نساجی[۳]